# Симоненко, Александр Викторович
Алекса́ндр Ви́кторович Симоне́нко (род. 18 июля 1959, Сумская область, Украинская ССР) — российский государственный деятель. Начальник Краснодарского университета МВД России с 5 декабря 2014.

## Биография
Родился 18 июля 1959 г. в Сумской области Украинской ССР.
В 1980 г. окончил Сумское высшее артиллерийское командное дважды Краснознаменное училище имени М. В. Фрунзе, в 2000 г. — Юридический институт МВД России.
До 1994 г. проходил службу в Вооруженных Силах. С 1994 г. служил в Брянской специальной средней школе милиции МВД России.
С 2001 по 2006 гг. состоял в должностях заместителя начальника по учебной и научной работе и начальника Брянского филиала Московского университета МВД России. C 2006 по 2014 гг. — начальник Воронежского института МВД России.
5 декабря 2014 г. Указом Президента Российской Федерации № 755 назначен начальником Краснодарского университета МВД России.

## Санкции
6 марта 2022 года после вторжения России на Украину подписал письмо в поддержу российской агрессии. С 9 июня 2022 года находится под персональными санкциями Украины за поддержку войны. Также был внесён ФБК в список коррупционеров и разжигателей войны за поддержку нападения на Украину, 16 марта 2022 года форумом свободной России внесён в «Список Путина» и доклад «поджигателей войны» с предложением введения против него международных санкций.

## Семья
Женат. Воспитывает двух сыновей.

## Награды
Награждён медалью ордена «За заслуги перед Отчеством» II степени, ведомственными наградами, наградным оружием, знаком «За заслуги перед Воронежской областью», медалью «За выдающийся вклад в развитие Кубани» I степени.